# Gazometria
Gazometria – diagnostyczne badanie laboratoryjne krwi umożliwiające rozpoznanie i monitorowanie zaburzeń równowagi kwasowo-zasadowej i wymiany gazowej organizmu. Polega na pobraniu krwi, najczęściej tętniczej (z tętnicy promieniowej lub udowej) albo kapilarnej (z opuszki palca lub płatka ucha), do  specjalnej heparynizowanej strzykawki. Po pobraniu krwi strzykawkę należy szczelnie zamknąć, aby krew w strzykawce nie miała kontaktu z powietrzem.

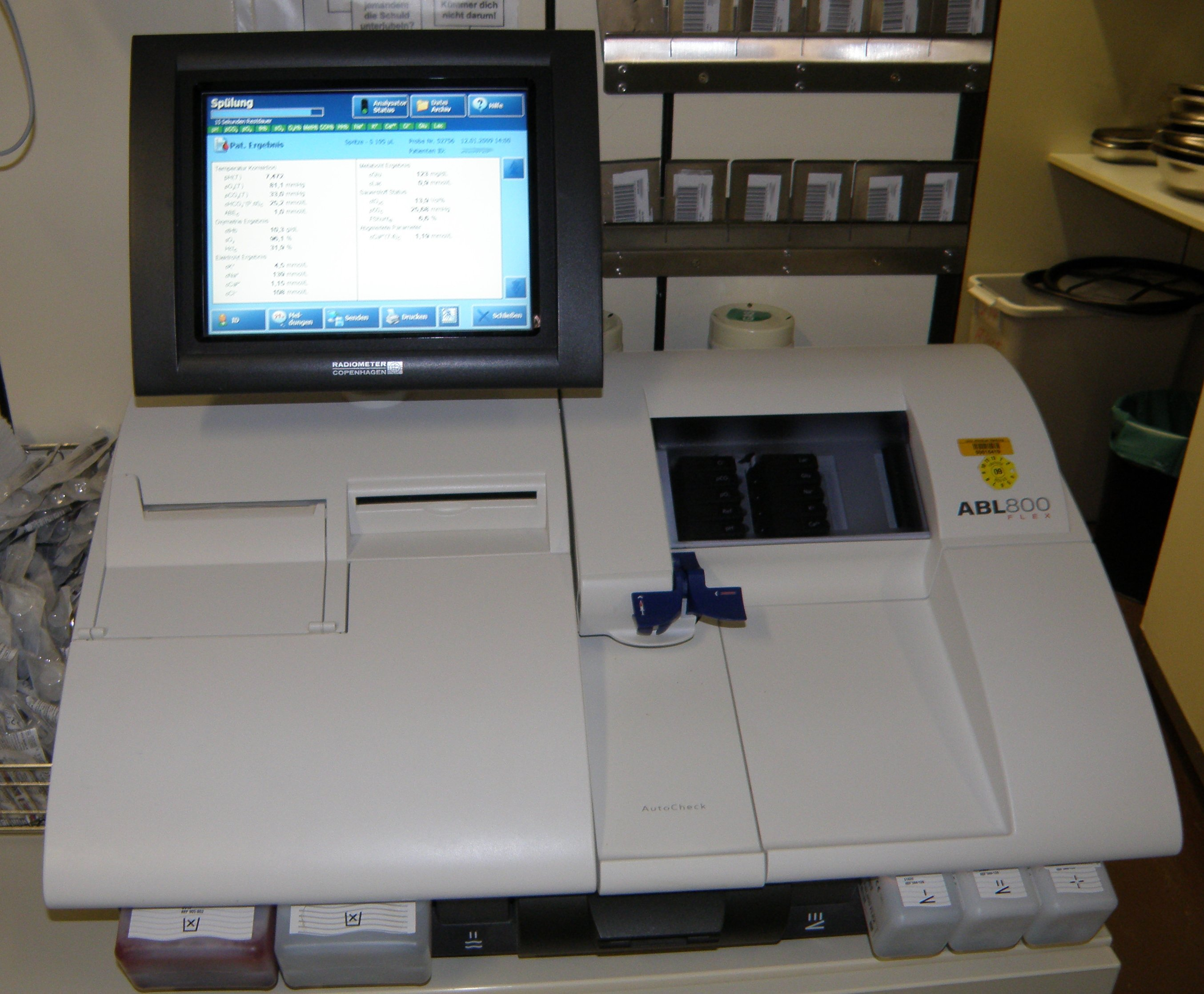
Aparat do wykonywania gazometrii krwi

## Parametry
W badaniu oznacza się następujące parametry:
| Symbol      | Nazwa i wyjaśnienie | Norma           |
| ----------- | --- | --------------- |
| pH          | ujemny logarytm dziesiętny ze stężenia jonów wodorowych | 7,36–7,44       |
| PaCO2, pCO2 | ciśnienie parcjalne dwutlenku węgla we krwi tętniczej | 32–45 mm Hg     |
| HCO3-akt    | aktualne stężenie wodorowęglanów w osoczu | 21–27 mmol/l    |
| HCO3-std    | standardowe stężenie wodorowęglanów – zawartość wodorowęglanów w osoczu krwi wysycanej w temperaturze 38 °C mieszanką gazową o PaCO2 40 mm Hg, wzbogaconą tlenem do całkowitego wysycenia hemoglobiny | 21–25 mmol/l    |
| BE          | nadmiar zasad lub niedobór zasad – różnica między należnym a aktualnym stężeniem zasad buforowych we krwi                                                                                             | -2,3–2,3 mval/l |
| PaO2, pO2   | ciśnienie parcjalne tlenu we krwi tętniczej | 75–100 mm Hg    |
| ctCO2       | całkowita zawartość dwutlenku węgla w osoczu | 22–28 mmol/l    |
| SpO2, SaO2  | saturacja – wysycenie tlenem hemoglobiny | 95–98%          |

## Rozpoznawanie zaburzeń równowagi kwasowo-zasadowej
Badanie gazometryczne z uwzględnieniem obrazu klinicznego pozwala na pełną diagnostykę zaburzeń równowagi kwasowo-zasadowych w organizmie człowieka.
| Rozpoznanie             | Rozpoznanie                         | pH                 | pCO2               | HCO3-              |
| Składowa oddechowa      | Składowa oddechowa                  | Składowa oddechowa | Składowa oddechowa | Składowa oddechowa |
| ----------------------- | ----------------------------------- | ------------------ | ------------------ | ------------------ |
| kwasica oddechowa       | niewyrównana                        | ↓                  | ↑                  | N                  |
| kwasica oddechowa       | częściowo wyrównana                 | ↓                  | ↑                  | ↑                  |
| kwasica oddechowa       | całkowicie wyrównana                | N                  | ↑                  | ↑                  |
|                         |                                     |                    |                    |                    |
| zasadowica oddechowa    | niewyrównana                        | ↑                  | ↓                  | N                  |
| zasadowica oddechowa    | częściowo wyrównana                 | ↑                  | ↓                  | ↓                  |
| zasadowica oddechowa    | całkowicie wyrównana                | N                  | ↓                  | ↓                  |
| Składowa metaboliczna   |                                     |                    |                    |                    |
| kwasica metaboliczna    | niewyrównana                        | ↓                  | N                  | ↓                  |
| kwasica metaboliczna    | częściowo wyrównana                 | ↓                  | ↓                  | ↓                  |
| kwasica metaboliczna    | całkowicie wyrównana                | N                  | ↓                  | ↓                  |
|                         |                                     |                    |                    |                    |
| zasadowica metaboliczna | niewyrównana                        | ↑                  | N                  | ↑                  |
| zasadowica metaboliczna | częściowo wyrównana                 | ↑                  | ↑                  | ↑                  |
| zasadowica metaboliczna | całkowicie wyrównana                | N                  | ↑                  | ↑                  |
| Składowa mieszana       |                                     |                    |                    |                    |
| zaburzenia mieszane     | kwasica metaboliczna i oddechowa    | ↓                  | ↑                  | ↓                  |
| zaburzenia mieszane     | zasadowica metaboliczna i oddechowa | ↑                  | ↓                  | ↑                  |